# Saint-Clément-les-Places
Saint-Clément-les-Places es una comuna francesa situada en el departamento de Ródano, de la región de Auvernia-Ródano-Alpes.

## Demografía
| 547 | 529 | 508 | 426 | 473 | 536 | 657 | 635 |
| Para los censos de 1962 a 1999 la población legal corresponde a la población sin duplicidades (Fuente: INSEE [Consultar]) |     |     |     |     |     |     |     |